# The Kingdom (álbum)
The Kingdom —en español: El reino— es el octavo álbum de estudio de la banda británico Bush. Originalmente estaba programado para ser lanzado en mayo de 2020, pero luego se pospuso a una fecha de lanzamiento del 17 de julio de 2020 debido a la pandemia de COVID-19. La banda lanzó dos sencillos antes del álbum, el primero fue "Bullet Holes" que se lanzó en mayo de 2019 y contó en la película John Wick: Chapter 3 - Parabellum, y el segundo sencillo del álbum fue "Flowers on a Grave" y fue lanzado un año después, en marzo de 2020.

## Lista de canciones
| The Kingdom track listing |                                                   |          |  |
| N.º                       | Título                                            | Duración |  |
| 1.                        | «Flowers on a Grave»                              | 3:45     |  |
| 2.                        | «The Kingdom»                                     | 4:47     |  |
| 3.                        | «Bullet Holes»                                    | 3:47     |  |
| 4.                        | «Ghosts In The Machine»                           | 4:15     |  |
| 5.                        | «Blood River»                                     | 4:20     |  |
| 6.                        | «Quicksand»                                       | 3:59     |  |
| 7.                        | «Send in the Clowns»                              | 4:13     |  |
| 8.                        | «Undone»                                          | 5:02     |  |
| 9.                        | «Our Time Will Come»                              | 3:50     |  |
| 10.                       | «Crossroads»                                      | 3:15     |  |
| 11.                       | «Words Are Not Impediments»                       | 3:08     |  |
| 12.                       | «Falling Away»                                    | 3:52     |  |
| 13.                       | «Live Another Day (Digital Bonus Bush.com) »      | 3:35     |  |
| 14.                       | «Beware False Prophets (Digital Bonus Bush.com) » | 4:40     |  |

## Posicionamiento en lista
| Lista (2020)                         | Posiciones |
| ------------------------------------ | ---------- |
| Alemania (Media Control Charts)      | 35         |
| Austria (Ö3 Austria)                 | 49         |
| Escocia (Scottish Albums Chart)      | 46         |
| Suiza (Schweizer Hitparade)          | 27         |
| Reino Unido (UK Independent Albums)  | 14         |
| Reino Unido (UK Rock & Metal Albums) | 4          |

## Personal
- Gavin Rossdale - Voz principal, guitarra, coros
- Chris Traynor - guitarra
- Nik Hughes - batería
- Gil Sharone - batería  (todas las pistas, excepto “The Kingdom” y “Flowers on a Grave”)
- Corey Britz - bajo